# ウマミバーガー
ウマミバーガー（英: UMAMI BURGER）は、アメリカ合衆国や日本やなど4か国で展開されるハンバーガーチェーン店である。

## 概要
名前は創設者であるアメリカ人のアダム・フライシュマンがうま味をたくさん引き出す調理法を確立し作りあげたハンバーガーであることからUMAMI BURGERと名付けられた。アメリカ版「GQ」の「2010年のベストバーガーオブザイヤー」や「TIME」誌の「史上最も影響力のある17のバーガー」に選出されるなど、アメリカ国内でも高い人気を誇っている。また、酒類の提供もしている。

## 沿革
- 2009年にカリフォルニア州のロサンゼルスに1号店をオープン。
- 2017年3月24日に日本で1号店となる青山店がオープン。約10分間のオープニングセレモニーも行われた。
- 同年7月5日より酒類を除くテイクアウトサービスを開始。
- 2019年9月2日に関西地区初となる大阪新阪急ホテル店が開店。同店は2020年3月24日にPOP-UP期間を終了した。
- 2021年8月16日にはUMAMIBURGER公式アプリがスタートした[2]。

## 店舗一覧
アメリカでは25店舗、日本では6店舗を展開している。
- 青山店
- 錦糸町PARCO店
- 南町田グランベリーパーク店
- 有明ガーデン店